# صدف سیاه
صدف سیاه نام عمومی برای گونه‌های متنوعی از نرم‌تنان دوکفه‌ای و صدف دوکفه‌ای است که در آب‌های شور یا آب شیرین زندگی می‌کنند. صدف این جانوران نازک و بلند اما نسبتاً محکم است. این صدف‌ها از یک انتها پیوسته‌اند و در انتهای دیگر دندانه‌های ریزی آن‌ها را به هم قفل می‌کند.
گوشت درون صدف سیاه خوردنی است. صدف‌های سیاه دریایی را انسان، ستاره دریایی، پرنده‌های دریایی و بسیاری از شکم‌پایان می‌خورند. صدف‌های آب شیرین توسط سمور آبی، راکون، اردک و بوزینه و غازها خورده می‌شود.